# اسکاتول (افغانستان)
اسکاتول (به لاتین: Eskatul) یک منطقهٔ مسکونی در افغانستان است که در ولسوالی زیباک واقع شده‌است.